# Shorea pauciflora
Espèce
Statut de conservation UICN

 EN A1cd : En danger
Shorea pauciflora est une espèce de plantes de la famille des Dipterocarpaceae.

## Publication originale
- Journal of the Asiatic Society of Bengal 62(2): 116. 1893.